# Dopamin-Transporter-Szintigrafie
Die Dopamin-Transporter-Szintigrafie (kurz: DaTSCAN) ist ein nuklearmedizinisches Untersuchungsverfahren zur Darstellung von Dopamintransportern im Gehirn. Der DaTSCAN wird vor allem zur Parkinson-Diagnostik eingesetzt.
Für diese Untersuchung ist eine Nüchternheit nicht erforderlich. Es gibt allerdings wenige Medikamente, die das Ergebnis negativ beeinflussen könnten. Dazu zählen nicht-trizyklische Antidepressiva, Fentanyl und einigen Anästhetika sowie Psychostimulanzien.
Für die Untersuchung wird ein radioaktives Nuklid, meist Iod-123-Ioflupan, venös appliziert. Vor der Untersuchung erfolgt die Blockade der Schilddrüse mit Natriumperchlorat, da sich das Nuklid auch in der Schilddrüse anreichen kann. Das Nuklid lagert sich an die präsynaptischen Dopamintransporter im Striatum an. Nach einigen Stunden Wartezeit wird eine SPECT-Aufnahme des Gehirns angefertigt. Dabei gibt das Radionuklid Gammastrahlung ab, die von den Kameras erkannt wird.
Die Menge der präsynaptischen Dopamintransporter kann beurteilt werden. Bei einem Parkinson-Syndrom ist die Menge typischerweise reduziert. Die Methode kann allerdings nicht zwischen einem Morbus Parkinson und atypischen Parkinson-Syndromen unterschieden.